# Ueno-san wa Bukiyō
Ueno-san wa Bukiyō (上野さんは不器用, lit. "A Senhorita Ueno é desajeitada"), oficialmente em inglês "How clumsy you are, Miss Ueno" (lit. "Como você é desajeitada, Senhorita Ueno"), é uma série japonesa de mangá escrita e ilustrada por Tugeneko. O mangá é serializado desde 27 de fevereiro de 2015 na revista Young Animal, publicada pela editora Hakusensha. Uma adaptação da série para um anime de doze episódios, produzida pelo estúdio Lesprit, foi transmitida entre 6 de janeiro e 24 de março de 2019.

## Enredo
A história principal da série ocorre na sala do clube de ciências de uma escola de ensino médio. O clube de ciências é formado por Ueno, a diretora do clube, juntamente com Yamashita e Tanaka. Ueno, uma garota com uma personalidade tsundere, secretamente gosta de Tanaka, mas não possui coragem para se declarar a ele. Para contornar isso, Ueno, com a ajuda de Yamashita, inventa diversos e estranhos equipamentos científicos, construídos com o objetivo de conquistar Tanaka. Contudo, na maioria dos casos, as invenções e os planos de Ueno fracassam devido a ingenuidade de Tanaka, que não percebe que ela gosta dele. Ocasionalmente, alguns das invenções e estratégias inventadas por Ueno parecem funcionar, mas novamente fracassam pois a personalidade dela rapidamente altera-se para uma personalidade tímida.

## Personagens

### Membros do clube de ciências
Ueno (上野, Ueno)
Dublada por: Yū Serizawa
Ueno é uma aluna do terceiro ano, e preside o clube de ciências da escola. Ela secretamente gosta de Tanaka, e com uma personalidade tsundere, está sempre disposta a inventar e construir equipamentos científicos para conquistar Tanaka, mesmo que esses equipamentos sejam extremamente avançados tecnologicamente para sua idade.
Tanaka (田中, Tanaka)
Dublado por: Aimi Tanaka
Tanaka é um aluno do segundo ano, e um dos membros do clube de ciências. Tanaka é incapaz de perceber as desajeitadas e estranhas declarações de amor de Ueno, pois ele possui uma personalidade ingênua que sempre o leva a crer que as invenções de Ueno possuem diversos outros objetivos, exceto de serem declarações amorosas. Por isso, Tanaka é muitas vezes indelicado quanto às ações de Ueno, o que a faz ficar decepcionada. Tanaka também não é otimista quanto as invenções de Ueno, e as considera como não-confiáveis. Tanaka é o irmão mais velho de Mizuna e Yomogi, e também torna-se um irmão rígido perante as duas.
Yamashita (山下, Yamashita)
Dublada por: Akari Kageyama
Yamashita é uma aluna do primeiro ano, e uma dos membros do clube de ciências. Ele usa óculos e muitas vezes passa seu tempo lendo na sala do clube. Ela conhece os sentimentos de Ueno por Tanaka, e sempre a ajuda nos planos e invenções dela. Yamashita é extremamente calma na maioria das confusas situações causadas por Ueno, e ocasionalmente torna-se agressiva com Tanaka quando ele se torna tão ingênuo e indelicado a ponto de fazer Ueno chorar. Às vezes, Yamashita recusa participar de alguns dos planos de Ueno, mas é facilmente comprada com dinheiro.

### Outros alunos da escola
Kitanaga (北長, Kitanaga)
Dublada por: Haruka Tomatsu
Kitanaga é uma aluna do terceiro ano, e preside o clube de natação da escola. Ela pediu para Ueno inventar o "Kilt Hide", um dispositivo que oculta as partes íntimas de seu usuário, o protegendo dos olhares de bisbilhoteiros. Quando Kitanaga foi buscar o Kilt Hide, após este ficar pronto, ela não se importou em se despir na frente de Tanaka, o que deixou Ueno com ciúmes, ainda que o Kilt Hide tenha coberto suas partes íntimas. A partir daí, Kitanaga percebe que Ueno gosta de Tanaka.
Nishihara (西原, Kitanaga)
Dublada por: Rina Satō
Nishihara é uma aluna do terceiro ano, e preside o clube de atletismo da escola. Ela tem habilidades físicas sobre-humanas e metabolismo intenso, o que a faz transpirar a ponto dela ficar encharcada de suor. Ela pediu para Ueno inventar o "PE Reserver", um dispositivo em forma de roupa capaz de converter o suor do usuário em água potável, o auxiliando a se reidratar enquanto realiza atividades físicas.
Minamine (南峰, Minamine)
Dublada por: Ayana Taketatsu
Minamine é uma aluna do terceiro ano, e preside o clube de tênis da escola. Frustrada com os garotos da escola indo à quadra de tênis bisbilhotar as atletas se agachando, ela pediu para Ueno inventar o "Rearskort", uma espécie de saia capaz de se ajustar de acordo com os olhares dos garotos, impedindo que a calcinha da usuária fique exposta. Minamine parece desconfiar de qualquer garoto a sua volta, incluindo Tanaka, pois acredita que todos são pervertidos e querem olhar sua calcinha. Ela presume que Tanaka é um desses pervertidos e se irrita com ele, mas Tanaka a responde dizendo que os garotos a olham não devido a sua calcinha, mas sim devido a sua beleza. Minamine rapidamente se aquieta, e Ueno fica irritada e enciumada com Tanaka.
Unogawa (東川, Unogawa)
Dublada por: Yuka Iguchi
Unogawa é uma aluna do terceiro ano, e preside o clube de ginástica rítmica da escola. Ela é uma antiga conhecida de Ueno, que estava junto com ela no clube de ginástica rítmica da escola anterior, onde cursaram o fundamental.
Mizuna Tanaka (田中 みずな, Tanaka Mizuna)
Dublada por: Nichika Ōmori
Mizuna é uma das irmãs mais novas de Tanaka. Ela também é irmã gêmea de Yomogi. Assim como sua irmã e seu irmão, Mizuna possui um fio de cabelo para cima.
Yomogi Tanaka (田中 よもぎ, Tanaka Yomogi)
Dublada por: Miku Itō
Yomogi é uma das irmãs mais novas de Tanaka, e irmã gêmea de Mizuna.  Assim como sua irmã e seu irmão, Yomogi também possui um fio de cabelo para cima.

### Invenções de Ueno
Dash-tan (ダッシュたん, Dasshu-tan)
Dash-tan é um dispositivo de desodorização e também é um robô autopropulsado inventado por Ueno. Ele ocasionalmente fica andando pela sala do clube de ciências.
Ueno 13 (ウエノ13号, Ueno 13-Gō)
Ueno 13 é um robô humanoide construído por Ueno para ser mimado por Tanaka. Enquanto Tanaka acariciava o robô, Ueno os observava escondida na sala do clube. Todavia, Ueno ficou com ciúmes do robô. Ueno 13 é visualmente semelhante a Ueno, e os outros estudantes confundem o robô com a própria Ueno, incluindo Tanaka.
Tamon (タモン, Tamon)
Dublado por: Shiori Izawa
Tamon é uma espécie de cachorro de estimação, e foi criado a partir das meias de Ueno, que as colocou no "SummonStat", um dispositivo capaz de conferir vida a qualquer objeto.

## Mídias

### Mangá
Escrita e ilustrada por Tugeneko, Ueno-san wa Bukiyō foi serializada na revista Seinen Young Animal da Hakusensha de 27 de fevereiro de 2015 a 24 de março de 2022. Dez volumes tankōbon foram lançados de 29 de setembro de 2016, a 27 de maio de 2022.

#### Lista de volumes
| N.º | Data de lançamento     | ISBN              |
| --- | ---------------------- | ----------------- |
| 1   | 29 de setembro de 2016 | 978-4-59-214698-8 |
| 2   | 28 de abril de 2017    | 978-4-59-214699-5 |
| 3   | 27 de outubro de 2017  | 978-4-59-214818-0 |
| 4   | 29 de maio de 2018     | 978-4-59-214819-7 |
| 5   | 26 de dezembro de 2018 | 978-4-59-214820-3 |
| 6   | 29 de março de 2019    | 978-4-59-214830-2 |
| 7   | 27 de março de 2020    | 978-4-592-16051-9 |
| 8   | 29 de julho de 2020    | 978-4-592-16052-6 |
| 9   | 27 de maio de 2022     | 978-4-592-16053-3 |
| 10  | 27 de maio de 2022     | 978-4-592-16054-0 |

### Anime
Uma adaptação da série para anime foi anunciada na 11ª edição da revista Young Animal, em 25 de maio de 2018. O anime teve direção e roteiro de Tomohiro Yamanashi, com a animação sendo produzida pelo estúdio Lesprit. Ayano Ōwada produziu o design de personagens, enquanto Nobuyuki Abe se encarregou da direção de som. Yasuhiro Misawa compôs as músicas da série através da Nippon Columbia.
A música de abertura da série, "Hirameki heartbeat" (閃きハートビート, Hirameki Hātobīto, lit. "Batidas do coração geniais"), foi cantada por Miku Itō, enquanto a primeira música de encerramento (para os episódios 1, 2, e 3), "My Pace Science" (マイペース·サイエンス, Mai Pēsu Saiensu, lit. "Minha ciência no meu ritmo") foi cantada por Yū Serizawa, Aimi Tanaka, e Akari Kageyama. As outras músicas de encerramento, "Love Me Science" (ラブミーサイエンス, Rabu Mī Saiensu, lit. "Me ame, ciência") (utilizada nos episódios 4 e 5), "Hōkago Toraberā" (放課後トラベラー, lit. "Viajante além da escola") (utilizada nos episódios 6 e 7), "Cosmolmina" (コスモルミナ, Kosumorumina) (utilizada nos episódios 8 e 9), "Bukiyō Sensēshon" (不器用センセーション, lit. "Sensação desajeitada") (utilizada nos episódios 10 e 11) foram cantadas por Yū Serizawa.
O anime foi transmitido no Japão entre 6 de janeiro e 24 de março de 2019 pelos canais BS11, Tokyo MX, J:COM TV.

### Exibição
| Período de exibição (no Japão)     | Horário                          | Canal    | Área               | Observações                     |
| ---------------------------------- | -------------------------------- | -------- | ------------------ | ------------------------------- |
| 7 de janeiro – 25 de março de 2019 | Segunda-feira, de 00:30 às 00:45 | BS11     | Cobertura nacional | Exibido através do bloco Anime+ |
| 8 de janeiro – 26 de março de 2019 | Terça-feira, de 01:05 às 01:20   | Tokyo MX | Tóquio             |                                 |
| 8 de janeiro – 26 de março de 2019 | Terça-feira, de 22:30 às 22:45   | J:COM TV | Cobertura nacional | TV a cabo                       |

| Período de exibição (no Japão)      | Horário                          | Website(s) |
| ----------------------------------- | -------------------------------- | --- |
| 7 de janeiro – 25 de março de 2019  | Segunda-feira, às 00:30          | Docomo Anime Store |
| 7 de janeiro – 25 de março de 2019  | Segunda-feira, de 00:30 às 00:45 | AbemaTV |
| 10 de janeiro – 28 de março de 2019 | Quinta-feira, às 00:30           | Nico Nico Douga |
| 10 de janeiro – 28 de março de 2019 | Quinta-feira, às 00:30           | Netflix, Amazon Prime Video, J:COM On Demand, Video Place, U-NEXT, Anime Hodai, Fuji TV On Demand, AniTV, Hikari TV, GYAO!, Bandai Channel, Hulu, Rakuten TV, Video Market, DMM.com, Happy! Douga |

### Blu-ray
| Núm. | Data de lançamento (Lançamento original) | Episódios inclusos | Número de série padrão |
| Núm. | Data de lançamento (Lançamento original) | Episódios inclusos | Blu-ray                |
| ---- | ---------------------------------------- | ------------------ | ---------------------- |
| 1    | Prevista para 29 de março de 2019        |                    | SMIB-038               |
| 2    | Prevista para 26 de abril de 2019        |                    | SMIB-039               |
| 3    | Prevista para 31 de maio de 2019         |                    | SMIB-040               |